# Crataegus cinovskisii
Crataegus cinovskisii är en rosväxtart som beskrevs av T.A. Kasumova. Crataegus cinovskisii ingår i Hagtornssläktet som ingår i familjen rosväxter. Inga underarter finns listade i Catalogue of Life.